# Balkan ekspres
Balkan ekspres (serbi: Балкан експрес) és una pel·lícula de Iugoslàvia de 1983 del director Branko Baletić.

## Sinopsi
L'acció té lloc a Sèrbia ocupada per les potències de l'Eix. Un grup de petits lladres i estafadors deambulen per llocs disfressats com la banda "Balkan Ekspres". Comença l'ocupació i l'única preocupació d'aquests carteristes és com mantenir el cap davant la ràfega dels horrors de la primera guerra.
En aquell temps terrible i despietat, la gent del món del crim creix dels seus fins aleshores insignificants destins i es converteixen en herois tràgics del seu temps. L'humor negre s'entrellaça amb una emocionant trama dramàtica, i la música nostàlgica sembla lluitar contra els horrors de la guerra.

## Repartiment
- Dragan Nikolić com a Popaj
- Bora Todorović com a Pik
- Tanja Bošković com a Lili
- Bata Živojinović com a Stojčić
- Olivera Marković com a tia
- Radko Polič com el capità Dietrich
- Toma Zdravković com a cantant
- Branko Cvejić com a Kostica
- Bogdan Diklić com a Ernest
- Ratko Tankosić com a cambrer
- Predrag Miletić com a Gerd
- Milan Erak com a Maksim
- Gojko Baletić com a Boško
- Hajdana Baletić com a Lea
- Milo Miranovic com a agent
- Bata Kameni com a soldat alemany

## Reconeixements
El 1983 va guanyar el premi al millor guió al Festival de Guions de Cinema de Vrnjačka Banja. El 28 de desembre de 2016 la Cinemateca Iugoslava, d'acord amb les seves competències basades en la Llei de béns culturals, va declarar bé cultural de gran importància cent llargmetratges serbis (1911-1999). entre ells Balkan ekspres.